# Pavel Savko
Pavel Savko (* 26. ledna 1942) je bývalý československý fotbalista, útočník.

## Fotbalová kariéra
V československé lize hrál za Bohemians Praha. Nastoupil ve 12 ligových utkáních a dal 2 góly.

## Ligová bilance
| Ročník                                   | Zápasy | Góly | Klub            |
| ---------------------------------------- | ------ | ---- | --------------- |
| 1. československá fotbalová liga 1967/68 | 12     | 2    | Bohemians Praha |
| CELKEM                                   | 12     | 2    |                 |